# Melanothrix leucotrigona
Melanothrix leucotrigona är en fjärilsart som beskrevs av George Francis Hampson 1893. Melanothrix leucotrigona ingår i släktet Melanothrix och familjen Eupterotidae. Inga underarter finns listade i Catalogue of Life.